# NGC 1487
NGC 1487 è una galassia interagente situata nella costellazione di Eridano alla distanza di 40 milioni di anni luce dalla Terra.
NGC 1487 è il risultato dell'interazione di probabilmente tre galassie nane che in epoche remote costituivano un piccolo gruppo. Nel database on-line NED (NASA/IPAC Extragalactic Database) è catalogata come costituita da due galassie (PGC 14117 e PGC 14118), mentre su LEDA risulta costituito da tre oggetti separati (PGC 14117, PGC 14118 e PGC 14121) catalogati nel complesso come PGC 3166843.. L'interazione ha innescato un'intensa attività di formazione stellare.

## Gruppo di NGC 1512
NGC 1487 fa parte del Gruppo di NGC 1512, un raggruppamento di galassie composto da tre membri, NGC 1510, NGC 1512 e NGC 1487.